# Фінал кубка Німеччини з футболу 2025
Фінал Кубка Німеччини з футболу 2025 року — вирішальний матч розіграшу Кубка Німеччини сезону 2024/2025, який відбувся 24 травня 2025 року на Олімпійському стадіоні у Берліні.
У матчі взяли участь представник Третьої Бундесліги «Армінія» та Бундесліги «Штутгарт». Вчетверте з за всю історію кубків Німеччини до фіналу вийшла команда із Третьої Бундесліги.
| Володар Кубка Німеччини 2024—2025 |
| --------------------------------- |
|                                   |
| «Штутгарт» Четвертий титул        |

## Команди
| Команда  | Участь у фіналі (перемоги виділено)    |
| -------- | -------------------------------------- |
| Армінія  | раніше не виступали                    |
| Штутгарт | 6 (1954, 1958, 1986, 1997, 2007, 2013) |

## Шлях до фіналу
У Кубку Німеччини взяли участь 64 команди, турнір проводився за олімпійською системою. До фіналу було проведено п'ять раундів.
Примітка: Першим вказано кількість голів, забитих учасником фіналу (д: вдома; г: в гостях).
| Армінія        | Армінія   | Раунд                     | Штутгарт        | Штутгарт  |
| -------------- | --------- | ------------------------- | --------------- | --------- |
| Суперник       | Результат | Кубок Німеччини 2024/2025 | Суперник        | Результат |
| Ганновер 96    | 2:0 (д)   | Перший раунд              | Пройсен Мюнстер | 5:0 (г)   |
| Уніон (Берлін) | 2:0 (д)   | Другий раунд              | Кайзерслаутерн  | 2:1 (д)   |
| Фрайбург       | 3:1 (д)   | 1/8 фіналу                | Ян (Регенсбург) | 3:0 (г)   |
| Вердер         | 2:1 (д)   | 1/4 фіналу                | Аугсбург        | 1:0 (д)   |
| Баєр 04        | 2:1 (д)   | 1/2 фіналу                | РБ Лейпциг      | 3:1 (д)   |

## Матч
| 24 травня 2025 21:00 (EEST) |

| «Армінія»                   | 2:4      | «Штутгарт»                            |
| --------------------------- | -------- | ------------------------------------- |
| Канія 82' Вагноман 85' (аг) | Протокол | Волтемаде 15' Мійо 22', 66' Ундав 28' |

| Олімпійський стадіон, Берлін Глядачів: 74 036 Арбітр: Крістіан Дінгерт |

|  |  |

| В                | 1            | Йонас Керскен      |     |     |
| З                | 4            | Луїс Оппі          |     |     |
| З                | 23           | Леон Шнайдер       | 53' |     |
| З                | 19           | Максиміліан Гросер |     |     |
| З                | 2            | Фелікс Хагманн     |     | 46' |
| ПЗ               | 21           | Стефано Руссо      |     |     |
| ПЗ               | 6            | Маель Корбоз (к)   |     |     |
| ПЗ               | 8            | Сем Шрек           |     | 46' |
| ПЗ               | 38           | Маріус Верль       |     | 83' |
| ПЗ               | 37           | Ноа Саренрен-Базее | 25' | 59' |
| Н                | 11           | Йоель Гродовські   |     | 80' |
| Запасні:         |              |                    |     |     |
| В                | 18           | Лео Опперманн      |     |     |
| З                | 3            | Джоель Фелікс      | 90' | 59' |
| З                | 24           | Крістофер Ланнерт  |     | 46' |
| ПЗ               | 10           | Нассім Бужеллаб    |     |     |
| ПЗ               | 13           | Лукас Кунце        |     | 83' |
| ПЗ               | 17           | Мервіль Б'янкаді   |     |     |
| Н                | 7            | Юліан Канія        |     | 80' |
| Н                | 22           | Міка Шроерс        |     |     |
| Н                | 30           | Ісая Янг           |     | 46' |
| Головний тренер: |              |                    |     |     |
| Міхель Кніат     | Міхель Кніат | Міхель Кніат       | 53' |     |

| В                | 33 | Александер Нюбель        |     |     |
| З                | 7  | Максіміліан Міттельштадт |     |     |
| З                | 24 | Джефф Шабо               |     | 76' |
| З                | 14 | Люка Жакес               |     |     |
| З                | 4  | Йоша Вагноман            | 27' |     |
| ПЗ               | 16 | Атакан Каразор (к)       |     |     |
| ПЗ               | 6  | Ангело Штіллер           |     | 87' |
| ПЗ               | 27 | Кріс Фюріх               |     | 69' |
| ПЗ               | 26 | Деніз Ундав              |     |     |
| ПЗ               | 8  | Енцо Мійо                | 67' | 69' |
| Н                | 11 | Нік Волтемаде            |     |     |
| Запасні:         |    |                          |     |     |
| В                | 1  | Фабіан Бредлов           |     |     |
| З                | 3  | Рамон Гендрікс           |     | 69' |
| З                | 15 | Паскаль Штенцель         |     |     |
| З                | 29 | Фінн Єльч                |     | 76' |
| ПЗ               | 5  | Яннік Кейтель            |     |     |
| ПЗ               | 28 | Ніколас Нарті            |     | 87' |
| Н                | 9  | Ермедин Демирович        |     | 69' |
| Н                | 18 | Джеймі Левелінг          |     |     |
| Н                | 25 | Якоб Бруун Ларсен        |     |     |
| Головний тренер: |    |                          |     |     |
| Себастьян Генесс |    |                          |     |     |

| Помічники арбітра : Бенедикт Кемпкес Ніколай Кіммеєр Резервний арбітр: Роберт Гартманн Резервний помічник арбітра: Саша Тілерт Відеоасистент арбітра (VAR): Бенжамен Бранд Асистент відеоасистента арбітра (AVAR): Фелікс-Бенжамен Швермер | Регламент матчу - 90 хвилин. - 30 хвилин додаткового часу за потреби. - Післяматчеві пенальті за рівного рахунку після додаткового часу. - Дев'ять запасних із кожного боку. - Максимум п'ять замін - Максимум три часових вікна для проведення замін. |